# Fantasma 2040
Fantasma 2040 ("Phantom 2040") é uma série animada de ficção científica vagamente baseada nos quadrinhos de Lee Falk. O personagem central da série é dito ser o 24° Fantasma, e o design dos personagens incomuns são o trabalho de Peter Chung, criador de Æon Flux. A série estreou em 1994 com muitos elogios, apesar ter sobrevivido apenas 35 episódios, antes de ter sido relegada originalmente para os fins de semana na rede americana. Junto com sequências de ação, focado em histórias inteligentes e que apresentavam o desenvolvimento do caráter humano, ele ganhou força junto a muitos telespectadores por seus ensinamentos sutis de valores como a individualidade, liberdade e a volatilidade da humanidade (naturalmente acompanhando a série foram lançadas histórias em quadrinhos e vários produtos com base no desenho futurístico). Também rendeu um jogo de videogame para o console Super Nintendo (SNES) e outro para a Megadrive.

## História
No ano de 2040, desastres ambientais e as Guerras e o fim dos recursos econômicos do início do século XXI dizimaram o frágil sistema ecológico saldo de uma Terra uma vez repleta de vida. Em toda parte, os privilegiados e ricos continuam a prosperar com os empreendimentos imobiliários que se erguem acima das massas que sofrem. As vítimas do infortúnio da Terra são obrigados a subsistir nas ruas mutiladas abaixo das cidades-estado.
Em Metropia (antes conhecida como New York), a maior e mais poderosa das cidades-estado, a poderosa corporação robótica chamada: Corporação Máxima Fabricação pouco a pouco faz parte do frio centro urbano de aço, composta por enormes torres residenciais interligadas com túneis onde circula o TubeTrain.
A empresa robótica Máxima Fabricação é responsável pela construção de "biots" (Sistema Bi metodológicas Optical Transputer) que substituíram uma enorme quantidade de trabalho humano, a empresa é proibida de produzir biots para combate  com a intenção de formar um exército pessoal. A empresa Máxima tem planos para construir uma fortaleza de Cyberville, um abrigo de sobrevivência imenso onde só os seres humanos mais ricos e da elite poderiam sobreviver na Terra se esta finalmente sucumbisse ao seu estado lento de deterioração e os exércitos de biots assumiriam o controle de Metropia.
A única esperança para a sobrevivência da humanidade é a Selva com milhares de quilômetros quadrados de vegetação mutante que pode ser a salvação do planeta. Esta fonte segredo da vida está submersa sob Metropia onde ninguém é consciente disso, mas, felizmente, o estudante universitário Kit Walker Jr. é escolhido pelo destino para salvar o mundo, vestindo a máscara negra e o uniforme roxo de salvador do seu povo, o 24° Fantasma.
A missão do Fantasma foi passada de pai para filho desde o século XVI, levando o mundo a acreditar que o Fantasma é imortal. Kit, o 24.° da linhagem, é jovem, inseguro e inexperiente, mas ele encontra dentro de si a coragem e a força para lutar contra o mal que ameaça a destruição da Terra.

## Personagens
Kit Walker, Jr. - O 24° Fantasma, Kit não foi treinado para o papel, como seus antepassados foram. Seu pai morreu em circunstâncias misteriosas quando ele era apenas um bebê, e ele cresceu sem saber sobre a sua herança. Quando Guran conta a ele sobre o Fantasma em seu aniversário de dezoito anos, ele permanece incrédulo, mas assume o papel com convicção crescente.
Seu equipamento inclui camuflagem óptica para a invisibilidade, uma pulseira que contém um poderoso computador ("analítica"), e outra que contém uma corda de indutância inteligente. Ele tem vários veículos, incluindo um hiperciclo ágil no ar, uma camuflagem cruiser multi-passageiros e um Mustang 1999 batizado com o nome de "Herói", em referencia ao cavalo do 21° Fantasma. Depois de derrotar Corporação Máxima Fabricação, ele decide tirar umas férias longas, até ao dia em que o Fantasma seja novamente necessário.
Guran - mentor de Kit, cuja família tem ajudado o Fantasma por gerações. Juntamente com Jack Archer, Guran instrui o Fantasma em combate, formação ética e a própria vida, e é frequentemente visto recitando perspicaz "antigos ditados da selva" para Kit e outros. Após a morte do 23° Fantasma, o qual  Guran se sente culpado, ele se consome  no ódio e tristeza,  ele se tornou o lendário Sombra da Pantera, até que ele foi libertado do seu luto por Kit Walker Jr.
Jack Archer - Um cientista e professor de biologia na universidade de Kit. Após Kit assumir  a identidade do Fantasma, Archer logo deduz que ele e o Fantasma são a mesma pessoa, e se torna um dos poucos que conhecem a verdadeira identidade do Fantasma. Juntamente com Guran, Archer assume o papel de mentor de Kit.
Sparks (Daniel Aguilar) - Um jovem, órfão cyber-surfista que é recuperado por Kit depois de erros e confrontos como o Fantasma. Sparks é oficialmente adotado pelo Fantasma, e auxilia na parte tecnológica dos seus empreendimentos.
Sagan Cruz - Uma policial de Metropia ou "Enforcer", que é atraída por Kit, mas não tem consciência de sua identidade dupla, e é cética sobre as motivações do Fantasma. Mais tarde ela descobre seu segredo e, eventualmente, torna-se o interesse amoroso de Kit e sua parceira. Ela tem um cão policial, fruto da tecnologia genética, chamado DVL (uma referência ao lobo do 21° Fantasma, Capeto).
Tia Heloise - único parente vivo de Kit, Heloise é a filha do 21° Fantasma. Ela manteve oculto o segredo da dinastia do Fantasma, esperando que ele pudesse levar uma vida normal, mas aceita a escolha de Kit para se tornar o  24° Fantasma  e o auxilia em seus planos de derrotar Corporação Máxima.
Rebecca Madison - A vilã da série, presidente da Corporação Máxima Fabricação, é viúva de Maxwell Madison, o assassino do 23° Fantasma. Rebecca tem planos para construir Cyberville, uma fortaleza tecnológica e impenetrável, onde a seleção ricos e da elite possa se refugiar quando a Terra começa a deteriorar-se (onde o exército de biot de Rebecca a garantiria, esse acontecimento deverá acontecer em pouco tempo), mas seus planos de dominação são freqüentemente frustrados pelo Fantasma.
Maxwell Madison Jr. - o filho psicopata de Rebeca, cuja inteligência é desmentida pela sua preguiça e desinteresse em quase tudo.
Hubert Graft - Chefe de Segurança Rebecca Madison e principal executor, um cyborg que culpa o Fantasma pela sua condição. Ele foi anteriormente um ambientalista que lutou  para proteger a floresta amazônica , antes de perder todo o seu corpo abaixo dos ombros em combate. Seu corpo foi reconstruído utilizando peças biot, dando Rebecca Madison controle completo sobre a vida dele.
Jak - Um jornalista de TV cínico que acompanha as atividades do Fantasma com uma colocação negativa. Sua arrogância e vaidade o faz acreditar que ao invés de ser apenas um repórter de notícias, ele é a notícia.
Mr. Cairo – É um informante misterioso que só aparece nas transmissões holográficas e que lida tanto com o Fantasma como com a Corporação Máxima. No início, ele descobre a verdadeira identidade do Fantasma, mas escolhe não revelar a informação a Rebecca Madison, apesar da enorme recompensa que é oferecida.
Sean One - O primeiro humano nascido no espaço exterior, fundador e líder do Movimento Livre Orbital.
Gordo - Um criminoso morbidamente obeso e contrabandista da Austrália, que é incapaz de se mover por si mesmo e tem um poderoso exército de biots vermelhos  sob seu comando.
Heisenberg - A biot mudança de forma fractal construído por Max Madison Jr. usando nanitas cresceu no espaço com Sean One, nomeado por Maxwell após o físico alemão Heisenberg é o biot estável primeiro fractal criado, e é controlado por Maxwell através de um controle remoto.
Vanglória - A cantora estrela popular treinada pela Corporação Máximo para fazer lavagem cerebral do público. É sabido que Rebecca Madison encontrou-a como um menino de rua e ofereceu-lhe abrigo, comida e fama em troca de seus serviços para a Corporação Máximo.
Betty - A sábia saxofonista de rua que se torna o melhor amigo e companheiro de Heisenberg. Ela está ciente de tudo ao seu redor.
Maxwell Madison - falecido marido de Rebecca, que foi morto juntamente com o 23° Fantasma em um acidente de trem tóxicos. Rebecca capta seus ondas cerebrais e as armazena em um computador enorme, e está constantemente à procura de uma forma estável para transferi-los para um biot ou, preferencialmente  ressuscitar Maxwell MadiMadison. Ele era considerado um homem muito perigoso e sedento de poder, quando ele estava vivo e no controle de Corporação Máxima, mas seus planos para o mundo são descobertos e eram ecologicamente benéficos e que sua ambiciosa esposa Rebecca sabotou seus planos em favor da dominação do mundo.

## Quadrinhos
Phantom 2040 foi adaptado em uma série de quadrinhos pela Marvel Comics em 1995 (capa de maio-agosto 1995). Apenas quatro edições foram publicados, lançada como uma mini-série. As histórias eram apenas vagamente baseado na série de TV. Os quadrinhos tiveram o roteiro de Peter Quinones, desenhadas por Steve Ditko (co-criador do Homem Aranha), e arte-finalizadas por Bill Reinhold. Cada edição apresentou um cartaz livre desenhados por artistas como John Romita Jr.